# سبرينغ لاك (كارولاينا الشمالية)
سبرينغ لاك (بالإنجليزية: Spring Lake town, North Carolina)‏ هي بلدة تقع بولاية كارولاينا الشمالية في الولايات المتحدة. تبلغ مساحتها 61.78 كم2، وترتفع عن سطح البحر 84 م، بلغ عدد سكانها 11,964 نسمة في عام 2010 حسب إحصاء مكتب تعداد الولايات المتحدة وتصل الكثافة السكانية فيها 193.7 نسمة لكل كيلومتر مربع (501.7/ميل2).

## التركيبة السكانية
حدّد مكتب تعداد الولايات المتحدة بيانات التركيبة السكانية لسبرينغ لاك في تعداد الولايات المتحدة. في ما يلي، التركيبة السكانية حسب تعدادي 2000 و2010.

### تعداد عام 2000
بلغ عدد سكان سبرينغ لاك 8,098 نسمة بحسب تعداد عام 2000، وبلغ عدد الأسر 3,109 أسرة وعدد العائلات 2,118 عائلة مقيمة في البلدة. في حين سجلت الكثافة السكانية 131.1 نسمة لكل كيلومتر مربع (339.5/ميل2). وبلغ عدد الوحدات السكنية 3,623 وحدة بمتوسط كثافة قدره 58.6 لكل كيلومتر مربع (151.8/ميل2).
وتوزع التركيب العرقي للبلدة بنسبة 33.97% من البيض و51.11% من الأمريكيين الأفارقة و0.83% من الأمريكيين الأصليين و3.59% من الأمريكيين ذوي الأصول الآسيوية و0.37% من سكان جزر المحيط الهادئ و4.88% من الأعراق الأخرى و5.25% من عرقين مختلطين أو أكثر و11.89% من الهسبانيون أو اللاتينيون من أي عرق.
بلغ عدد الأسر 3,109 أسرة كانت نسبة 45% منها لديها أطفال تحت سن الثامنة عشر تعيش معهم، وبلغت نسبة الأزواج القاطنين مع بعضهم البعض 42.6% من أصل المجموع الكلي للأسر، ونسبة 20.9% من الأسر كان لديها معيلات من الإناث دون وجود شريك، بينما كانت نسبة 4.6% من الأسر لديها معيلون من الذكور دون وجود شريكة وكانت نسبة 31.9% من غير العائلات. تألفت نسبة 24% من أصل جميع الأسر من عدة أفراد يعيشون في نفس المنزل ونسبة 2.8% كانت تتألف من شخص يعيش بمفرده يبلغ من العمر 65 عاماً أو أكثر. وبلغ متوسط حجم الأسرة المعيشية 2.60، أما متوسط حجم العائلات فبلغ 3.08.
بلغ العمر الوسطي للسكان 26.0 عاماً. وكانت نسبة 30.3% من القاطنين تحت سن الثامنة عشر، وكانت نسبة 16.9% بين الثامنة عشر والرابعة والعشرين عاماً، ونسبة 33.4% كانت واقعةً في الفئة العمرية ما بين الخامسة والعشرين والرابعة والأربعين عاماً، ونسبة 14.7% كانت ما بين الخامسة والأربعين والرابعة والستين، ونسبة 4.7% كانت ضمن فئة الخامسة والستين عاماً فما فوق. يوجد لكل 100 أنثى 100.8 ذكر، ويوجد لكل 100 أنثى في الثامنة عشر من عمرها فما فوق 97.4 ذكر.
بلغ متوسط دخل الأسرة في البلدة 27,322 دولارًا، أما متوسط دخل العائلة فبلغ 28,300 دولارًا. وكان متوسط دخل الذكور 25,016 دولارًا مقابل 17,979 دولارًا للإناث. وسجل دخل الفرد الخاص بالبلدة 12,683 دولارًا. وكانت نسبة 22.6% من العائلات ونسبة 23.7% من السكان تحت خط الفقر، وكان من هؤلاء نسبة 32.9% تحت سن الثامنة عشر ونسبة 10.9% في الخامسة والستين من العمر وما فوق.

### تعداد عام 2010
بلغ عدد سكان سبرينغ لاك 11,964 نسمة بحسب تعداد عام 2010، وبلغ عدد الأسر 4,202 أسرة وعدد العائلات 2,880 عائلة مقيمة في البلدة. في حين سجلت الكثافة السكانية 193.7 نسمة لكل كيلومتر مربع (501.7/ميل2). وبلغ عدد الوحدات السكنية 4,855 وحدة بمتوسط كثافة قدره 78.6 لكل كيلومتر مربع (203.6/ميل2).
وتوزع التركيب العرقي للبلدة بنسبة 47.17% من البيض و36.33% من الأمريكيين الأفارقة و1.06% من الأمريكيين الأصليين و2.96% من الأمريكيين ذوي الأصول الآسيوية و0.48% من سكان جزر المحيط الهادئ و5.09% من الأعراق الأخرى و6.90% من عرقين مختلطين أو أكثر و15.37% من الهسبانيون أو اللاتينيون من أي عرق.
بلغ عدد الأسر 4,202 أسرة كانت نسبة 46.2% منها لديها أطفال تحت سن الثامنة عشر تعيش معهم، وبلغت نسبة الأزواج القاطنين مع بعضهم البعض 44.7% من أصل المجموع الكلي للأسر، ونسبة 18.8% من الأسر كان لديها معيلات من الإناث دون وجود شريك، بينما كانت نسبة 5.1% من الأسر لديها معيلون من الذكور دون وجود شريكة وكانت نسبة 31.5% من غير العائلات. تألفت نسبة 25.5% من أصل جميع الأسر من عدة أفراد يعيشون في نفس المنزل ونسبة 4% كانت تتألف من شخص يعيش بمفرده يبلغ من العمر 65 عاماً أو أكثر. وبلغ متوسط حجم الأسرة المعيشية 2.65، أما متوسط حجم العائلات فبلغ 3.21.
بلغ العمر الوسطي للسكان 24.9 عاماً. وكانت نسبة 31.2% من القاطنين تحت سن الثامنة عشر، وكانت نسبة 19.3% بين الثامنة عشر والرابعة والعشرين عاماً، ونسبة 31.8% كانت واقعةً في الفئة العمرية ما بين الخامسة والعشرين والرابعة والأربعين عاماً، ونسبة 12.9% كانت ما بين الخامسة والأربعين والرابعة والستين، ونسبة 4.8% كانت ضمن فئة الخامسة والستين عاماً فما فوق. وتوزع التركيب الجنسي للسكان بنسبة 51% ذكور و49% إناث.

## وصلات خارجية
- الموقع الرسمي